# Tomos (Iglesia ortodoxa)

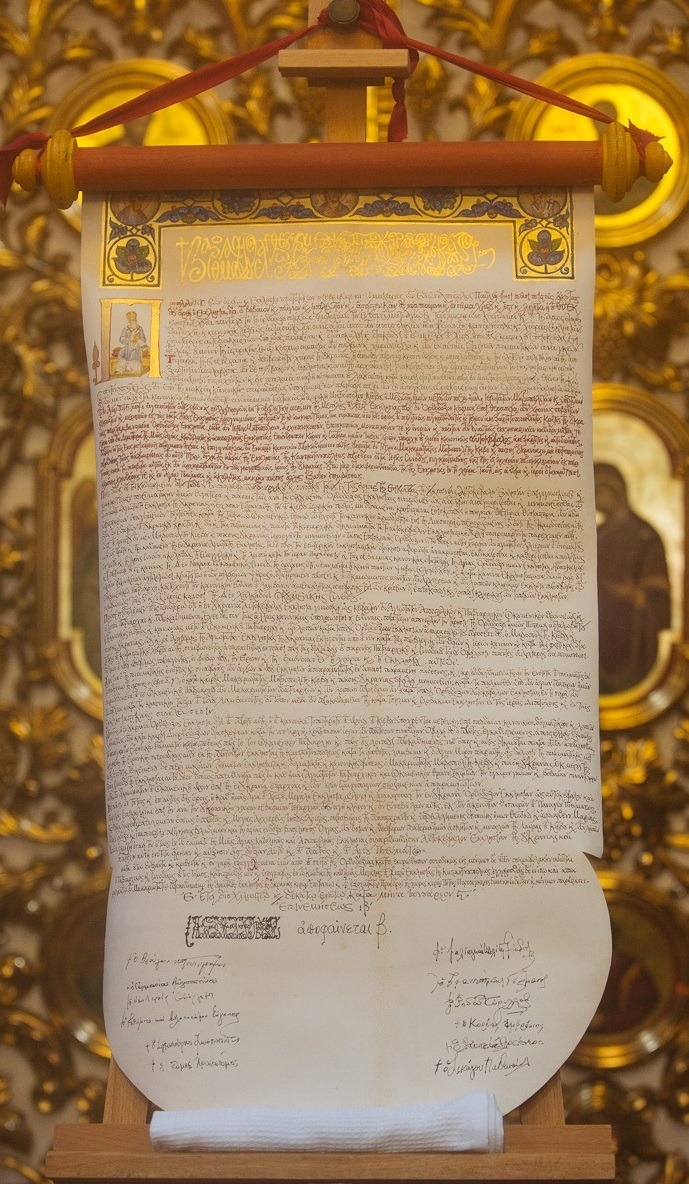
Tomos de autocefalia de la Iglesia ortodoxa de Ucrania firmado por el Patriarca Ecuménico de la Iglesia ortodoxa, con sede en la antigua ciudad de Constantinopla, Bartolomé I, el 5 de enero de 2019.

Un tomos (en griego: τόμος, romanizado: tomos, literalmente, 'sección', 'parte de', 'parte que se corta'), en la Iglesia ortodoxa, es un decreto del patriarca de una iglesia ortodoxa oriental concreta sobre ciertos asuntos (especialmente como el nivel de dependencia de una iglesia autónoma respecto a su iglesia madre).
Tomos, como palabra griega que puede traducirse literalmente como "una sección", en el sentido más estricto de la terminología eclesiástica ortodoxa, un tomos es "un pergamino o libro pequeño, pero con un propósito muy específico: codifica una decisión de un Santo Sínodo, o consejo de obispos ortodoxos".
La palabra tomos al español podría traducirse como documento. El tomos más importante producido recientemente tuvo lugar el 6 de enero de 2019 cuando el patriarca de Constantinopla, Bartolomé I, lo firmó, sellando la autocefalia que establecía una Iglesia ortodoxa de Ucrania, no dependiente del patriarca de Moscú. Este cisma está considerado el más importante desde 1054, cuando se produjo el Cisma de Oriente y Occidente.